# Андорра-ла-Велья
Андорра-ла-Велья (кат. Andorra la Vella — «Старая Андорра»), также Андорра-ла-Вьеха (исп. Andorra la Vieja), Андорр-ла-Вьей (фр. Andorre la Vieille) и Андо́рра — столица и самый крупный город Андорры; одна из семи паррокий, на которые разделена страна.
Население — 22 615 (2014). Площадь — 12 км².

## Этимология
Ойконим происходит от топонима «Андорра», этимология которого точно не установлена, среди лингвистов выдвинут ряд гипотез на этот счёт.
Есть точка зрения, что слово «Андорра» может происходить от слова «Anorra», который содержит баскский корень «Ur» («вода»).
Другая теория предполагает, что топоним «Андорра» происходит от арабского «аль-Дурра», что означает «жемчужина» (الدرة). Когда мавры вторглись на Пиренейский полуостров, ряд регионов и городов с мусульманским населением получил это название.
Существует также точка зрения, что название «Андорра» происходит от наварро-арагонского слова andurrial, что означает «земля, покрытая кустарником» или «лесистая местность», поскольку долины Пиренеев были покрыты большими лесными массивами.

## География
Город расположен в Пиренеях на высоте 1079 м в месте слияния двух рек — Валира-дель-Орьен и Валира-дель-Норд — образующих реку Валиру. Андорра-ла-Велья является самой высокогорной столицей Европы.

### Климат
| Показатель                    | Янв. | Фев. | Март | Апр. | Май  | Июнь | Июль | Авг. | Сен. | Окт. | Нояб. | Дек. | Год  |
| ----------------------------- | ---- | ---- | ---- | ---- | ---- | ---- | ---- | ---- | ---- | ---- | ----- | ---- | ---- |
| Средний суточный максимум, °C | 5,7  | 7,1  | 9,8  | 12,2 | 16,0 | 20,1 | 23,3 | 23,0 | 19,7 | 14,7 | 9,7   | 5,7  | 13,9 |
| Средняя температура, °C       | 2,3  | 3,1  | 5,5  | 7,6  | 11,3 | 15,2 | 18,1 | 18,0 | 15,2 | 10,6 | 6,0   | 2,8  | 9,6  |
| Средний суточный минимум, °C  | −1,1 | −0,8 | 1,2  | 3,0  | 6,6  | 10,3 | 13,0 | 13,0 | 10,8 | 6,5  | 2,3   | 0,0  | 5,4  |
| Норма осадков, мм             | 51   | 54   | 66   | 74   | 102  | 101  | 65   | 89   | 83   | 74   | 72    | 68   | 899  |
| Источник: Climate-Data        |      |      |      |      |      |      |      |      |      |      |       |      |      |

## История
Сам город основан в начале IX века. По местному преданию, основателем города стал Карл Великий. Центр княжества Андорра с 1278 года. С 1993 года, когда была принята первая конституция страны, установившая парламентскую демократию, здесь были размещены органы исполнительной, законодательной и судебной власти.

## Органы власти
Генеральный совет долин (кат. Consell General) — парламент Андорры, заседает в здании под названием «Дом Долин» (кат. Casa de la Vall). Совет избирается главами семей жителей города.

## Население
- граждане Испании	6,516
- граждане Португалии 3,377
- граждане Франции	664
- граждане Марокко 246
- граждане Филиппин 218
- граждане Андорры - около 10000

## Населённые пункты общины
| № | Населённые пункты | Население, чел. (2012) |
| - | ----------------- | ---------------------- |
| 1 | Андорра-ла-Велья  | 19 407                 |
| 2 | Санта-Колома      | 2991                   |

## Экономика
Андорра-ла-Велья является коммерческим центром страны. Город является центром для многих банков и предприятий, которые процветают благодаря налоговым льготам. Также большое значение имеет туристический бизнес и торговля.
Андорра-ла-Велья подавала заявку на проведение зимних Олимпийских игр 2010 года.

## Достопримечательности
Достопримечательности города — церковь Св. Арменголя (XI—XII вв.), резиденция правительства, здание Каса-де-ла-Валь со сторожевой башней, постройки 1508 года.

## Спорт
В Андорра-ла-Велья располагаются два стадиона Футбольной федерации Андорры. На стадионе «Комуналь д'Андорра-ла-Велья», вмещает 1299 человек, проходят игры чемпионата Андорры. В 2014 году был открыт «Эстади Насьональ», вместимостью 3306 человек, на этой арене выступает национальная сборная Андорры.
Ещё в 1942 году была основана команда «Андорра», сейчас клуб принимает участие во втором дивизионе Испании. Также в столице Андорры базируются клуб Примера Дивизио — «Лузитанс», который является двукратным чемпионом и обладателем Суперкубка Андорры, также команда один раз побеждала в Кубке Андорры. В Сегона Дивизио, кроме резервной команды «Лузитанса», выступает и «Ранжерс» — двукратный победитель чемпионата Андорры и победитель Суперкубка страны. Также в Андорра-ла-Велье ранее базировались такие команды как «Андорра Ветеранс», «Принсипат» (трёхкратный победитель чемпионата и четырёхкратный обладатель Кубка), «Каса Эстрелла дель Бенфика» и «Констелласьо Эспортива» (победитель чемпионата и Кубка Андорры).

## Города-побратимы
Андорра-ла-Велья является городом-побратимом следующих городов:
- Мадрид, Испания
- Асунсьон, Парагвай
- Богота, Колумбия
- Буэнос-Айрес, Аргентина
- Каракас, Венесуэла
- Гватемала, Гватемала
- Гавана, Куба
- Кито, Эквадор
- Ла-Пас, Боливия
- Лиссабон, Португалия
- Манагуа, Никарагуа
- Мехико, Мексика
- Монтевидео, Уругвай
- Панама, Панама
- Рио-де-Жанейро, Бразилия
- Сан-Хосе, Коста-Рика
- Сан-Хуан (Пуэрто-Рико), Пуэрто-Рико, США
- Сан-Сальвадор, Сальвадор
- Сантьяго, Чили
- Санто-Доминго, Доминиканская Республика
- Тегусигальпа, Гондурас
- Сан-Поль-де-Мар, Испания
- Вальс, Испания